# 2086 Ньюелл
2086 Ньюелл (2086 Newell) — астероїд головного поясу, відкритий 20 січня 1966 року.
Тіссеранів параметр щодо Юпітера — 3,508.